# 고급 과학 폴리 테크닉 연구소
고급 과학 폴리 테크닉 연구소(프랑스어: Institut polytechnique des sciences avancées)는 프랑스 툴루즈와 이브리쉬르센에 있는 사립 대학원이다. 1961년에 설립되었으며, 1998년부터 IONIS 교육 그룹의 일부이다..